# Mega Track

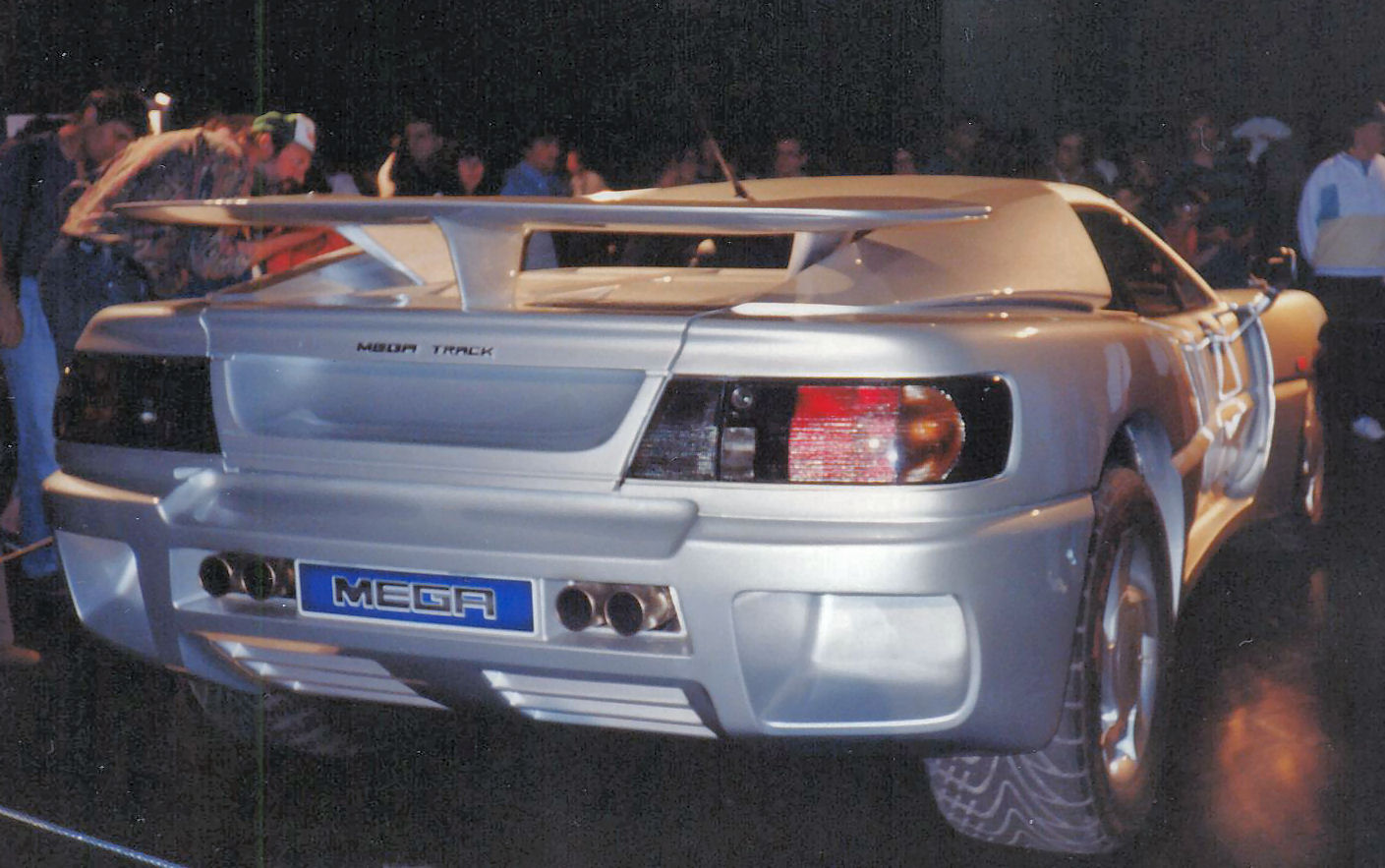
Vue de l'arrière.

La Track est une voiture française conçue par la marque AIXAM sous sa seconde marque de sport Mega entre 1992 et 2000.

## Histoire

### Conception
Le concept de la Mega Track a été pensé par Georges Blain, patron d'Aixam. Alors spécialisé dans les voitures sans permis, il souhaite se diversifier et crée pour cela la marque Mega, qu'il veut doter d'une supercar. Le projet qui va donner naissance à la Track débute en 1990.
Cette voiture se caractérise par son gigantisme, à tous les niveaux. De très grande taille (plus de 5 mètres de longueur pour plus de 2 mètres de largeur pour plus de 2 tonnes), elle est propulsée par un moteur V12 à 60°, le Moteur M 120 de Mercedes-Benz ayant été monté sur la Sonderklasse modèle S600, délivrant une puissance de 395 ch,,. La capacité de son réservoir de carburant, 110 litres, est à la hauteur de sa consommation : de 20 litres sur route à 50 litres en tout-terrain.
De plus, grâce à sa suspension contrôlée réglable qui permet de modifier la garde au sol de la voiture, celle-ci gagne 34 cm de hauteur et peut donc s'aventurer sur des parcours tout-terrain, en plus de la route et des circuits.
Des pneus de 20 pouces (285/55 ZR20 à l'avant et 325/50 ZR20 à l'arrière) spécialement fabriqués par Michelin et uniquement pour ce modèle sont nécessaires à son lancement, ce qui en faisait les plus grands pneus pour une voiture.
La vitesse maximale atteinte par la voiture s'élève à 250 km/h, cependant elle résulte d'un bridage. Elle parcourt les 1 000 mètres en 28 secondes[réf. nécessaire].
Chaque véhicule était fabriqué à la main dans l'usine d'Aix-les-Bains.

### Carrière commerciale
Présentée au Mondial de l’Automobile 1992 à Paris, chaque exemplaire coûte 1.7 million de francs HT 
En partie en raison de ce tarif, la Track est un échec commercial. Il semble qu'il s'en soit vendu 5 à 6 exemplaires dans le monde, dont deux sont au siège du groupe Aixam. Un des exemplaires, gris, avec des plaques autrichiennes, a été vu à plusieurs reprises dans la principauté de Monaco. Une rumeur dit qu'un exemplaire serait au Moyen-Orient, un autre en Russie et un troisième en Asie, sans plus de précision. Il est possible que ces véhicules ne soient plus là en 2024. Il s'agit donc d'un modèle extrêmement rare.